# Marie Amachoukeli
Pour les articles homonymes, voir Amachoukeli.
Marie Amachoukeli, née le 16 juillet 1979 à Paris, est une réalisatrice et scénariste française de cinéma.

## Biographie
Fille du sculpteur franco-géorgien, Goudji, sœur de l'éditeur Stéphane Barsacq et petite-fille du dramaturge André Barsacq, Marie Amachoukeli a étudié à La Femis. 
Elle co-écrit avec Claire Burger le film Forbach, primé au Festival international du court métrage de Clermont-Ferrand, puis co-réalise avec elle C'est gratuit pour les filles, sélectionné à la Semaine de la critique du Festival de Cannes et César du meilleur court métrage, enfin Demolition party en 2013. 
En 2014, avec Claire Burger et Samuel Theis, elle passe au long métrage avec le film Party Girl pour lequel ils obtiennent la Caméra d'or au Festival de Cannes 2014 et de nombreux prix à l'international. 
En 2017, elle collabore avec Vladimir Mavounia Kouka sur I want Pluto to be a planet again, cartoon en noir et blanc nommé aux César en 2018. 
En tant que scénariste, elle collabore avec Franco Lolli, Clément Cogitore, Guillaume Gouix, Cyprien Vial, ou Julia Ducournau.
Elle fait partie du jury de la Caméra d'or, présidé par Ursula Meier, durant le 71e Festival de Cannes en mai 2018. Le premier long-métrage récompensé est Girl de Lukas Dhont.
Elle est membre du collectif 50/50 qui a pour but de promouvoir l'égalité des femmes et des hommes et la diversité dans le cinéma et l'audiovisuel,.
En 2020, l'Institut national de l'audiovisuel lui donne carte blanche avec Zabou Breitman et Michel Hazanavicius, pour réaliser un nouveau format court autour des archives,.
En 2023, le long-métrage Àma Gloria fait partie de la sélection de la Semaine de la critique au Festival de Cannes.

## Filmographie

### Réalisatrice et scénariste

#### Courts métrages
- 2007 : L'Arbre d'Hugo, co-réalisé avec Yoann de Montgrand
- 2010 : C'est gratuit pour les filles, co-réalisé avec Claire Burger
- 2013 : Demolition Party, co-réalisé avec Claire Burger
- 2017 : I want Pluto to be a Planet Again, co-réalisé avec Vladimir Mavounia-Kouka
- 2019 : Hypno, pour la 3e Scène de L'Opéra national de Paris

#### Longs métrages
- 2014 : Party Girl, co-réalisé avec Claire Burger et Samuel Theis
- 2023 : Àma Gloria

### Scénariste

#### Courts métrages
- 2005 : Tantalus de Christian Schwochow
- 2006 : La Traversée de Maëva Poli
- 2008 : Madame de Cyprien Vial
- 2009 : Forbach de Claire Burger, coécrit avec la réalisatrice et Samuel Theis
- 2010 : La Femme à cordes de Vladimir Mavounia-Kouka
- 2022 : Amour océan de Héléna Klotz

#### Longs métrages
- 2014 : Bébé tigre de Cyprien Vial
- 2016 : Grave de Julia Ducournau (consultante)
- 2017 : Luna d'Elsa Diringer (consultante)
- 2018 : Les Fauves de Vincent Mariette
- 2019 : Une mère incroyable (Litigante) de Franco Lolli
- 2022 : Goutte d'or de Clément Cogitore (consultante)
- 2024 : Family Therapy de Sonja Prosenc (consultante)

#### Séries télévisées
- 2007 : Raymond

### Actrice
- 2019 : Kings de Katia Lewkowicz et Mika Tard, avec Rebecca Zlotowski

## Distinctions

### Récompenses
- Festival du court métrage de Brest 2009 : Prix révélation pour C'est gratuit pour les filles
- Festival du court métrage de Vendôme 2009 : Grand Prix pour C'est gratuit pour les filles
- Festival de Clermont-Ferrand 2010 : Mention spéciale du jury pour C'est gratuit pour les filles
- Césars 2010 : César du meilleur court métrage pour C'est gratuit pour les filles
- Festival de Cannes 2014 : Caméra d'or et Prix d'ensemble Un certain regard pour Party Girl
- Festival de Cabourg 2014 : Swann d'or pour Party Girl
- Festival Paris Cinéma 2014 : Prix du public pour Party Girl
- Festival de Gijon 2014 : Prix Fipresci pour Party Girl
- Festival de Jérusalem 2023 : Prix du meilleur film international pour Ama Gloria
- Festival de Thessalonique 2023 : Alexandre d'or pour Ama Gloria
- Festival de Pingyao 2023 : Prix du jury pour Ama Gloria

### Sélections
- Semaine de la Critique / Festival de Cannes 2009 : en compétition pour C'est gratuit pour les filles
- Prix du cinéma européen 2014 : nomination au Prix de la Découverte de l'année pour Party Girl
- Césars 2015 : nomination au César du meilleur premier film pour Party Girl
- Lumières 2015 : nomination au Lumière du meilleur premier film pour Party Girl
- Césars 2018 : nomination au César du meilleur court métrage d'animation pour I Want Pluto to Be a Planet Again
- Semaine de la Critique / Festival de Cannes 2023 : film d'ouverture séance spéciale pour Ama Gloria